# Norrköpings BTK
Norrköpings BTK var en bordtennisklubb i Norrköping i Sverige. Damerna blev svenska lagmästarinnor säsongen 1997/1998.

### Fotnoter
1. ↑  ”Alla segrare”. Svenska Bordtennisförbundet. Arkiverad från originalet den 14 oktober 2013. https://web.archive.org/web/20131014144752/http://iof1.idrottonline.se/SvenskaBordtennisforbundet/ResultatStatistik/Nationellt/SM/Allasegrare1925-2013/. Läst 16 februari 2015.